# Le Circuit électrique
Pour l’article homonyme, voir Circuit électrique.
Le Circuit électrique est un réseau public de bornes de recharge de véhicules électriques qui offre des services au Québec et dans l'est de l'Ontario, au Canada. Mis sur pied en 2012 par le distributeur d'électricité Hydro-Québec, le réseau s'appuie sur des partenariats avec des  entreprises, des municipalités et d'autres institutions publiques, qui accueillent les infrastructures dans leurs stationnements ou sur la rue.
En novembre 2019, le réseau comptait 2 264 bornes de recharge, dont 269 bornes de recharge rapide à courant continu. Les bornes de recharge du réseau ont été utilisées à 413 384 reprises au cours de l'année 2018, ce qui représente une augmentation de 103 % sur l'année précédente.

## Historique

### Origines
Considérant qu'elle dispose de plusieurs atouts, dont « une énergie propre et renouvelable, un réseau fiable, une expertise reconnue et des technologies d’intérêt», Hydro-Québec inscrit une orientation relative à l'électrification des transports dans son plan stratégique 2009-2013. Dès l'automne 2008, le distributeur d'électricité met en place un groupe de travail qui avait pour objectif « de coordonner et de piloter ses actions dans le secteur des transports terrestres ». L'entreprise participe également à un groupe d'une trentaine d'entreprises d'électricité américaines et de General Motors pour élaborer les paramètres technologiques des infrastructures de recharge et de branchement de véhicules électrique qui seront sûres, adaptées à la capacité des réseaux et compatibles dans toute l'Amérique du Nord.
De son côté, le gouvernement du Québec publie en avril 2011 un Plan d'action 2011-2020 sur les véhicules électriques. Le livre blanc annonce une série de mesures visant à soutenir la transition vers l'électrification des transports terrestres pour contribuer à l'objectif de réduction de 20 % des gaz à effet de serre (GES) que s'est fixé le Québec d'ici 2020. Dans le document, le gouvernement Charest confie à Hydro-Québec le mandat de développer rapidement une stratégie de déploiement des infrastructures de recharge publique et fixe quatre grandes orientations : 
- le futur réseau de recharge maximisera la fréquentation ;
- il s'adaptera en fonction du développement de la recharge rapide et de la capacité des batteries ;
- il permettra la mise en place de nouveaux modes d'affaires faisant appel à Hydro-Québec et au secteur privé ;
- il favorisera une offre diversifiée de services de recharge, tout en maximisant les innovations technologiques et les retombées économiques au Québec[6].

L'établissement d'un réseau public de bornes de recharge pour véhicules électriques a été annoncé en juin 2011. Sous l'impulsion du distributeur d'électricité, le réseau est établi en collaboration avec quatre partenaires fondateurs : le quincaillier RONA, les rôtisseries St-Hubert, l'épicier Metro et l'Agence métropolitaine de transport (AMT), qui installent une trentaine de stations de recharge. Le modèle d'affaires original du réseau prévoit l'installation de bornes de recharge à 240 volts dans les stationnements des commerces et institutions partenaires. Selon le plan original, les partenaires doivent défrayer le coût d'achat et d'installation et reçoivent en retour les revenus de la recharge; Hydro-Québec s'assurant de la sélection des équipements, de l'interopérabilité, de l'administration du réseau et de la promotion. Le journal Le Devoir note qu'au moment de l'annonce, le Québec ne comptait que 22 véhicules électriques, dont 16 étaient la propriété d'Hydro-Québec.
Les premières bornes ont été mises en service en mars 2012, dans les régions de Montréal et de Québec. À l'origine, le tarif d'utilisation pour une recharge à 240 V était fixé à 2,50 $ par session, quelle qu'en soit la durée. Le réseau de recharge s'est adjoint la collaboration de CAA-Québec pour assurer le soutien téléphonique aux automobilistes 24 heures par jour,.
Le réseau compte 150 bornes de recharge au printemps 2013, à Montréal, Québec, Laval, en Montérégie, en Estrie et dans l'Outaouais et projette de mettre en place des « autoroutes électriques » en offrant la recharge rapide le long des autoroutes 20 et 40 entre Montréal et Québec d'ici 2015. En juillet 2013, le gouvernement du Québec publie un décret obligeant les municipalités qui désirent offrir un service public de recharge à obtenir l'autorisation du ministère des Ressources naturelles et de la Faune et à devenir partenaire du Circuit électrique et à faire l'acquisition de bornes auprès du fournisseur retenu par Hydro-Québec. L'autorisation préalable du gouvernement est nécessaire, compte tenu que les municipalités n'ont pas normalement le pouvoir d'offrir un service de recharge public pour les véhicules électriques.
Après deux ans d'opération, le Circuit électrique enregistre une croissance du nombre de partenaires privés et institutionnels qui se chiffre maintenant à 58 et du nombre de bornes mises en service. Toutefois, le réseau affiche des résultats d'achalandage somme toute modestes. Selon des chiffres fournis par Hydro-Québec, le réseau a ravitaillé 1032 véhicules en février 2014, comparativement à 236 pour le même mois l'année précédente, soit une moyenne d'une recharge hebdomadaire pour chacune des 250 bornes installées. Malgré tout, le promoteur du réseau se déclare satisfait de la « croissance constante » du nombre de recharges mensuelles « et de l’intérêt manifesté par les entreprises, les institutions et les municipalités ».

### Développement

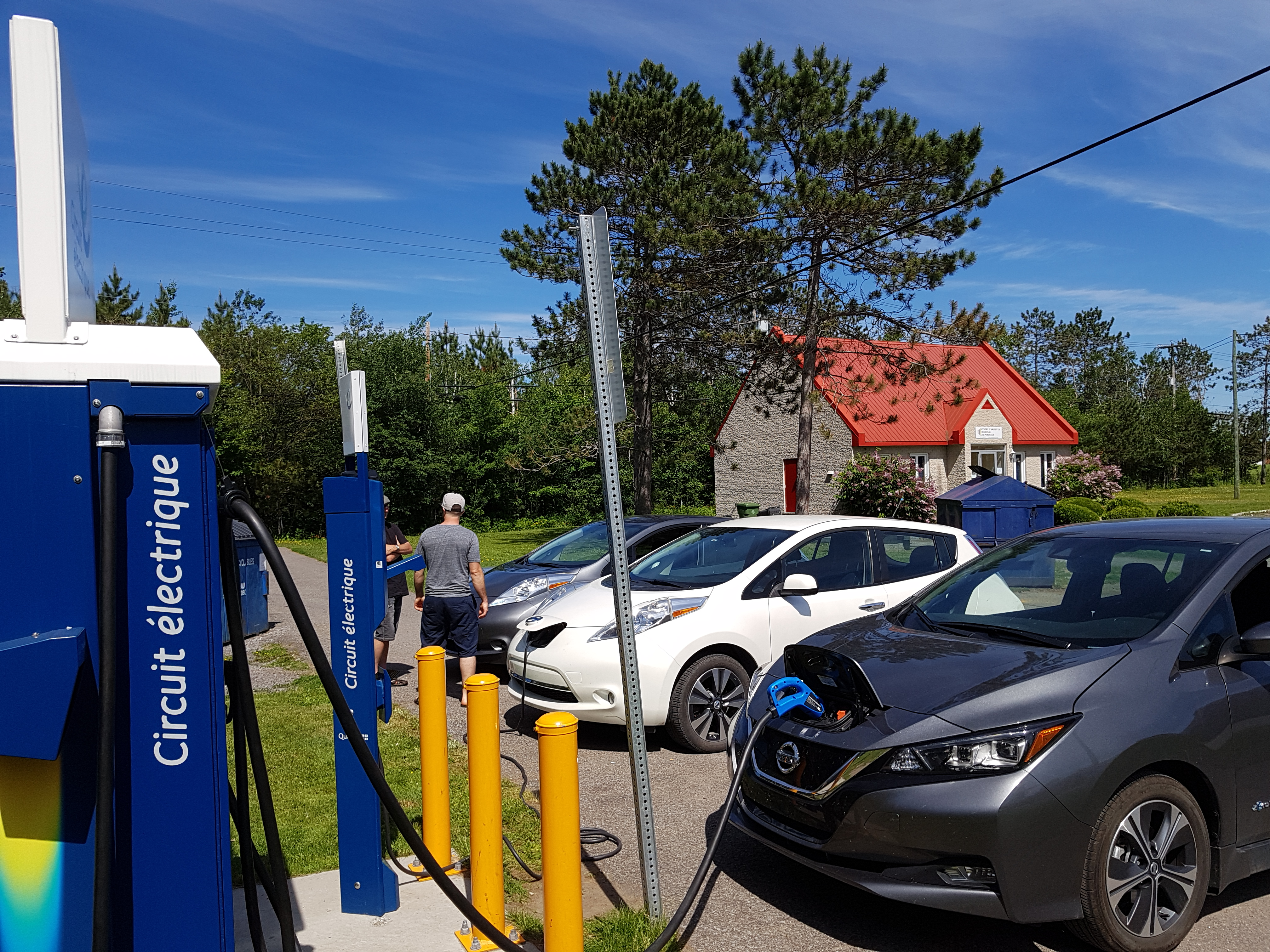
Les bornes de recharge du Circuit électrique sont particulièrement populaires le long des corridors autoroutiers.

Les années suivantes permettent au Circuit électrique de signer plusieurs partenariats-clés avec des partenaires comme la ville de Montréal pour expérimenter un nouveau type de borne de recharge sur rue.
Au Salon international de l'auto de Montréal, le Circuit électrique annonce que Nissan Canada financera une partie du déploiement de 25 bornes de recharge rapide sur le territoire.
En 2016, le Circuit électrique compte plus de 600 bornes actives, installées dans les stationnements de ses partenaires. Le service compte environ 8 000 membres parmi les 9 500 véhicules électriques au Québec.
En avril 2016, le gouvernement ontarien annonce qu'elle retient la proposition du Circuit électrique dans le cadre de son programme EVCO en lui accordant un financement totalisant 1 415 000 $. Le réseau sera étendu dans l'extrémité est du territoire ontarien avec l'ajout de 12 bornes rapides et de 8 bornes standard, qui seront mises en service en 2017. Les bornes rapides sont situées à Ottawa (6), Kemptville, Prescott, Clarence-Rockland, Casselman, Hawkesbury et Cornwall.
En 2017, le Circuit électrique compte plus de 800 bornes en service:

### Statistiques
|             | 2012  | 2013   | 2014  | 2015   | 2016    | 2017    | 2018    |
| ----------- | ----- | ------ | ----- | ------ | ------- | ------- | ------- |
| Recharges   | 2 400 | 12 000 | n/d   | 46 465 | 114 261 | 203 033 | 413 384 |
| Bornes      | 150   | 241    | 364   | 577    | 794     | 1289    | 1669    |
| BRCC        | 0     | 1      | 8     | 29     | 66      | 100     | 168     |
| Partenaires | 20    | 54     | 91    | 140    | 181     | 250     | 315     |
| VE          | 1 207 | 2 835  | 5 186 | 8 322  | 13 200  | 22 000  | 39 180  |
| Membres     | 750   | 1500   | 3700  | 6 500  | 11 500  | 18 000  | 35 000  |

### Nouveau modèle d'affaires
Constatant la difficulté de trouver des partenaires acceptant d'installer à perte des bornes de recharge, notamment les bornes rapides à courant continu, Hydro-Québec annonce à la fin 2017 qu'elle reverra prochainement le modèle d'affaires fondé sur les partenariats publics-privés avec des commerces et des institutions. Le gouvernement libéral dépose à l'Assemblée nationale le projet de loi 184 favorisant l'établissement d'un service public de recharge pour véhicules électriques. Le projet de loi donne à Hydro-Québec le mandat d'installer un vaste réseau de bornes de recharge rapides sur tout le territoire et lui permet de recouvrer son investissement de 130 millions $ pour 1600 bornes rapides d'ici la fin de 2027 à partir des recettes additionnelles qu'elle percevra en raison de l'accroissement du nombre de véhicules électriques qui se rechargeront à domicile, au travail ou aux bornes publiques.
En août 2018, Hydro-Québec Distribution a présenté une demande à la Régie de l'énergie du Québec pour obtenir de l'organisme réglementaire une reconnaissance du caractère prudemment acquis et utile d'investissements totalisant 118,6 millions $ afin d'installer 1580 bornes de recharge rapide entre la fin de l'année 2018 et 2027. Pour justifier sa demande, Hydro-Québec explique que malgré le fait que l'exploitation d'un réseau de recharge rapide n'est pas une activité rentable, elle le devient si l'on considère que les distributeurs d'électricité pourront vendre des volumes d'énergie plus importants aux clients résidentiels qui feront l'achat d'un véhicule électrique et qui voudront le recharger à la maison. Selon une étude commandée par Hydro-Québec auprès du cabinet-conseil californien Energy and Environmental Economics, le déploiement accéléré d'un réseau de recharge rapide provoquera un effet induit équivalent à 271 ventes de véhicules électriques supplémentaires pour chaque borne de recharge rapide ajoutée au réseau, comparativement au maintien du modèle de déploiement précédent.

## Équipement
Le Circuit électrique est constitué de 1814 bornes de recharge, dont 177 bornes de recharge rapide, en date de mars 2019. L'ensemble des bornes du réseau sont vendues au Circuit électrique et à ses partenaires par la société AddÉnergie Technologies de Québec, qui a remporté quatre appels d'offres successifs pour l'approvisionnement du réseau en bornes de recharge régulières et rapides. En juillet 2018, Hydro-Québec a annoncé qu'il répartirait désormais ses achats de bornes rapides entre AddÉnergie et de la société helvético-suédoise ABB.
Toutes les bornes de recharge du Circuit électrique sont reliées à une passerelle de télécommunication qui transmet continuellement des informations sur l'état de la borne et son utilisation et qui autorise les clients à activer une recharge au moyen d'une carte RFID ou d'une application mobile fonctionnant sur les téléphones intelligents compatibles avec Android ou iOS. L'information est enregistrée dans un serveur d'AddÉnergie, qui exploite également son propre réseau de bornes, nommé FLO. Les usagers peuvent consulter en continu une carte annonçant la disponibilité des bornes sur le site web du Circuit électrique ou par l'application

### Recharge standard à 240 volts

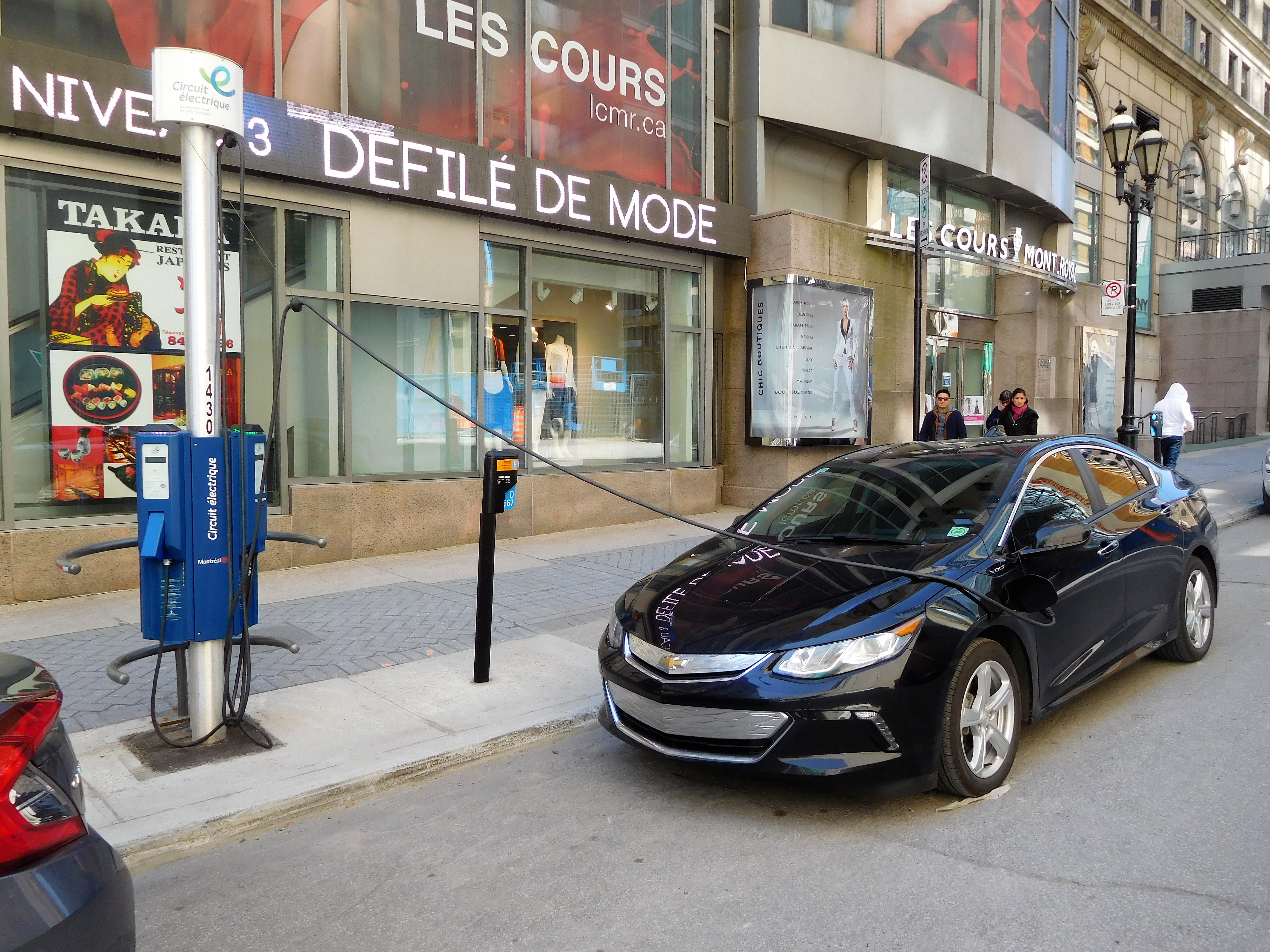
Une station sur rue du Circuit électrique à Montréal. Cette station permet la recharge simultanée de deux véhicules électriques.

Les bornes de recharge «standard» opérant sous la bannière Circuit électrique sont des modèles SmartTWO et Core+ d'AddÉnergie. Les bornes peuvent être fixées sur un mur ou installées sur un piédestal en aluminium qui est orné d'une affiche annonçant le réseau. Les piédestaux peuvent prendre plusieurs formes, selon que la borne est installée dans un terrain de stationnement ou sur rue. Toutes les bornes standard sont équipées d'un pistolet «universel» SAE J1772 (en), qui équipe tous les véhicules électriques ou hybrides rechargeables vendus en Amérique du Nord depuis 2010. N'étant généralement équipés que du connecteur de niveau 2, ces bornes de recharge constituent le seul moyen d'approvisionnement en électricité les véhicules hybrides rechargeables, comme la Chevrolet Volt, qui domine les ventes de véhicules électriques au Québec depuis son lancement à la fin 2011.
Le courant de sortie étant limité à 30 ampères, les bornes standard fournissent une puissance nominale variant entre 6,0 et 6,6 kW, selon que la borne soit connectée à un circuit à 208 V triphasé ou à 240 V monophasé. Les bornes SmartTWO disposent également d'un mécanisme qui libère le pistolet de recharge lorsqu'une recharge est autorisée. À la fin de la recharge, l'usager replace les fils en les enroulant dans un espace prévu à cet effet, puis range le pistolet dans l'espace prévu et ferme la porte de son espace de rangement, le protégeant ainsi du vandalisme et des intempéries.

### Bornes rapides

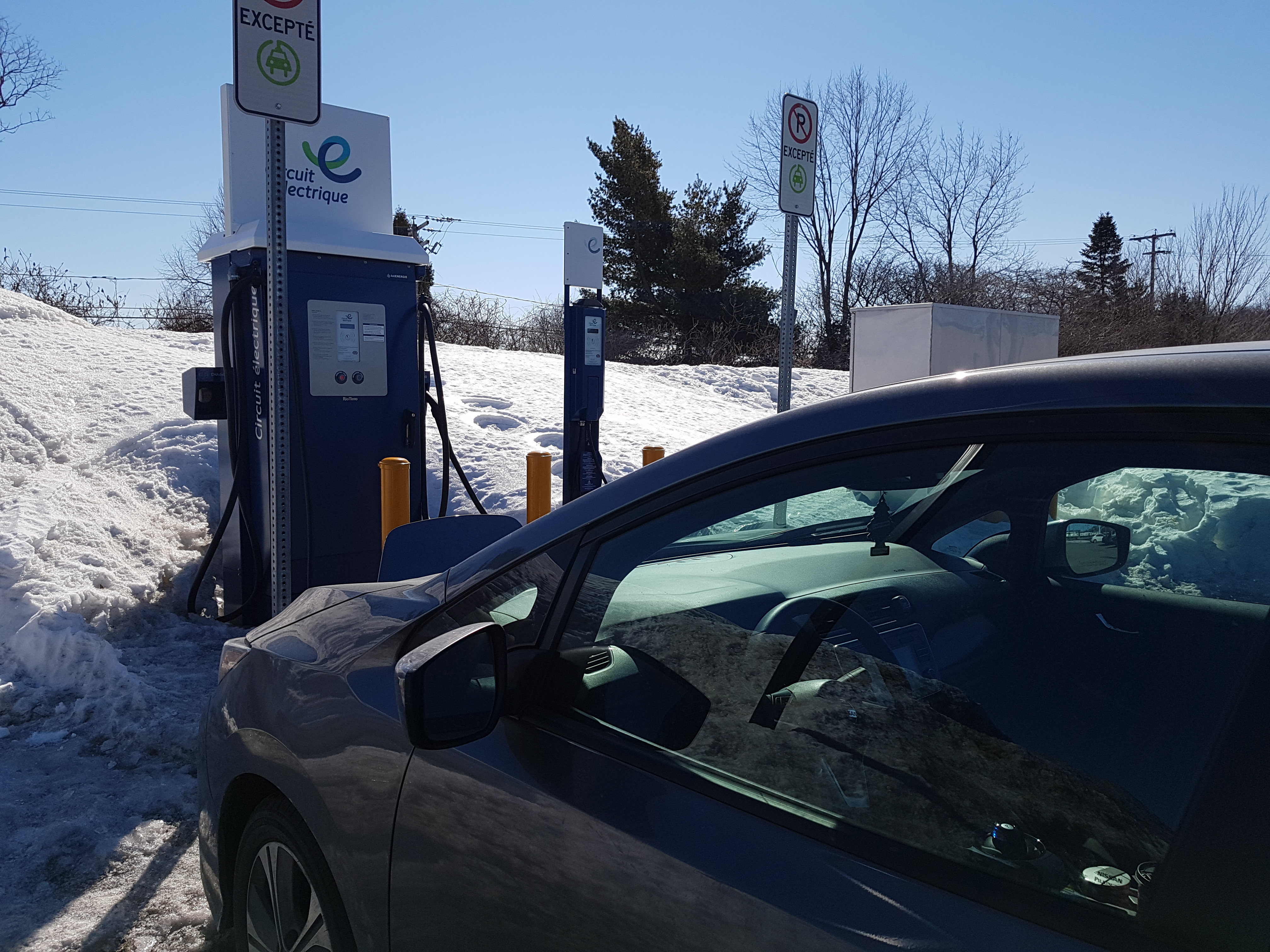
Le Circuit électrique offre la recharge à 240 V et la recharge rapide sur des centaines de sites répartis au Québec et dans l'est de Ontario.

En novembre 2013, le Circuit électrique installait la première borne de recharge rapide à courant continu de 400 V au Québec dans le stationnement de la rôtisserie St-Hubert de Boucherville, sur la Rive-Sud de Montréal. Cette borne n'offrait que la recharge avec le connecteur CHAdeMO, utilisé notamment par la Nissan Leaf. À l'automne 2014, le Circuit électrique déployait un premier corridor de 8 bornes rapides le long de l'autoroute 40, entre Montréal et Québec, en collaboration avec le ministère des transports du Québec.
Ces chargeurs, ainsi que tous les suivants sont dotés de deux pistolets, permettant d’accommoder un véhicule équipé de la prise CHAdeMO, privilégiée par Nissan, Mitsubishi et Kia ou CCS Combo (en), adoptée par la plupart des constructeurs nord-américains, européens ainsi que par le coréen Hyundai. Les véhicules de marque Tesla ne peuvent généralement pas utiliser les bornes de recharge rapide du Circuit électrique à moins d'être équipés d'un adapteur fabriqué par le constructeur.

## Tarification
À l'origine, le tarif d'utilisation pour une recharge à 240 V était fixé à 2,50 $, quelle que soit la durée de la session.
En réponse aux critiques de plusieurs électromobilistes, le Circuit électrique a introduit une nouvelle option de tarification à 1 $ par heure, facturé à la minute, à compter du 1er février 2016. Bien que certains partenaires du réseau aient opté pour le maintien de la tarification forfaitaire à 2,50 $ par session de recharge, la plupart des bornes du réseau facturent maintenant à l'heure.
Le tarif des bornes de recharge rapides est fixé à 10 $/heure au Québec et à 17 $/heure en Ontario. Comme pour les bornes standard, les tarifs sont calculés à la minute.
Le prix de la recharge comprend les taxes applicables (TPS et TVQ au Québec; TVH en Ontario).
Le pouvoir de fixer les tarifs des bornes de recharge rapides du Circuit électrique est fixé par un règlement. Le gouvernement du Québec s'est réservé ce pouvoir en l'inscrivant à l'article premier du projet de loi 184, en 2018.